# Município de Butler (condado de Columbiana, Ohio)
Localização do Ohio nos E.U.A.
O município de Butler (em inglês: Butler Township) é um local localizado no condado de Columbiana no estado estadounidense de Ohio. No ano 2010 tinha uma população de 3614 habitantes e uma densidade populacional de 42,38 pessoas por km².

## Geografia
O município de Butler encontra-se localizado nas coordenadas 40° 51′ 28″ N, 80° 55′ 29″ O. Segundo a Departamento do Censo dos Estados Unidos, o município tem uma superfície total de 85.29 km², da qual 85,16 km² correspondem a terra firme e (0,15 %) 0,13 km² é água.

## Demografia
Segundo o censo de 2010, tinha 3614 pessoas residindo no município de Butler. A densidade de população era de 42,38 hab./km².